# Heikki Savolainen (gymnastique)
Pour les articles homonymes, voir Heikki Savolainen et Savolainen.
Heikki Ilmari Savolainen (28 septembre 1907 — 29 novembre 1997) était un gymnaste finlandais.

## Palmarès

### Jeux olympiques
- Amsterdam 1928
  -  médaille de bronze au cheval d'arçons

- Los Angeles 1932
  -  médaille d'argent à la barre fixe.
  -  médaille de bronze au concours général individuel
  -  médaille de bronze aux barres parallèles
  -  médaille de bronze au concours par équipes

- Berlin 1936
  -  médaille de bronze au concours par équipes

- Londres 1948
  -  médaille d'or au cheval d'arçons
  -  médaille d'or au concours par équipes

- Helsinki 1952
  -  médaille de bronze au concours par équipes

### Championnats du monde
- Bâle 1950
  -  médaille d'argent au concours par équipes